# Лиза-лиса
«Лиза-лиса» (венг. Liza, a rókatündér) — кинофильм венгерского режиссёра Кароя Уй Месароша, вышедший на экраны в 2015 году.

## Сюжет
В течение многих лет Лиза работает сиделкой у пожилой госпожи Танака — бывшей жены японского посла. За это время она выучила японский язык и полюбила японскую массовую культуру. Особенно ей нравится один дешёвый сентиментальный роман и песни японского певца Томи Тани, призрак которого является к ней. Даже по достижении 30 лет Лиза остаётся одинокой, лишь мечтая встретить свою любовь по примеру героини романа. Вскоре госпожа Танака умирает, и Лиза оказывается перед необходимостью строить свою жизнь заново. Она встречает на своём пути различных мужчин, однако призрак Томи Тани раз за разом устраивает их гибель в результате несчастных случаев. Лиза начинает думать, что она кицунэ — демон в образе лисы, приносящий смерть окружающим. Однако сержанту Золтану, однажды снявшему у неё в квартире комнату, удаётся изменить неудачно складывающийся ход событий...

## В ролях
- Моника Балсаи — Лиза
- Саболч Беде-Фазекаш — сержант Золтан
- Давид Сакураи — Томи Тани
- Золтан Шмид — Хенрик
- Антал Черна — Карой
- Пирошка Молнар — Марта Танака
- Габор Ревицки — Эзредеш
- Мариан Кочиш — Хильда
- Аги Губик — Инге
- Лехел Ковач — господин Лудвиг
- Дьёзё Сабо — Джонни
- Габор Харсаньи — рассказчик

## Награды и номинации
- 2015 — приз «Седьмая орбита» и приз зрителей «Пегас» на Брюссельском фестиваля фантастических фильмов.
- 2015 — призы за лучший фильм и за лучшие спецэффекты на кинофестивале «Фантаспорту».
- 2015 — призы за лучший международный фильм и за лучший европейский фантастический фильм на фестивале фантастического кино в Лунде.